# Relations entre l'Indonésie et l'Union européenne
Les relations entre l'Indonésie et l'Union européenne ont été facilitées par la coopération entre l'ASEAN et l'UE. Auparavant, les relations diplomatiques entre les États européens et l'Indonésie avaient été établies en 1949.
La délégation de l'Union européenne en Indonésie fut ouverte en 1988. Le dialogue politique entre l'Indonésie et l'Union prend la forme de réunions d'officiels de haut niveau. En 2000, les relations furent renforcée par la publication d'une communication de la Commission européenne titrée : « La Commission propose d'établir des relations plus étroites avec l'Indonésie ». En novembre 2013, la Haute Représentante Catherine Ashton fit sa première visite en Indonésie qui fut perçue comme une avancée importante des relations entre l'Union et l'Indonésie.

## Sources

## Compléments